# (Não) era amor
(Não) era amor è un singolo della cantante brasiliana Giulia Be, pubblicato il 13 marzo 2020 come secondo estratto dal primo EP Solta.

## Video musicale
Il video musicale è stato reso disponibile il 13 marzo 2020, in concomitanza con l'uscita del brano.

## Tracce
Testi e musiche di Giulia Be e Victor Wao.
1. (Não) era amor – 2:37

## Formazione
- Giulia Be – voce
- Paul Ralphes – arrangiamento, tastiera, percussioni, produzione
- Rodrigo Tavares – tastiera, basso
- Victor Leite Rabelo Costa – batteria
- Luis Felipe Bade – chitarra
- Victor Wao – produzione

## Classifiche

### Classifiche settimanali
| Classifica (2020) | Posizione massima |
| ----------------- | ----------------- |
| Portogallo        | 73                |

### Classifiche di fine anno
| Classifica (2020) | Posizione |
| ----------------- | --------- |
| Portogallo        | 157       |